# Orlando Fals Borda

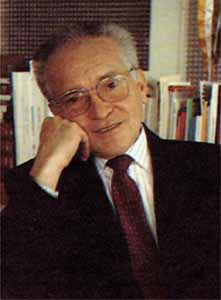
Orlando Fals Borda

Orlando Fals Borda (* 11. Juli 1925 in Barranquilla; † 12. August 2008 in Bogotá) war ein kolumbianischer Soziologe.
Fals Borda promovierte 1955 in Soziologie an der University of Florida. 1959 gründete er an der Universidad Nacional de Colombia, zusammen mit Camilo Torres Restrepo, eine der ersten soziologischen Fakultäten Lateinamerikas. Ende der 1960er Jahre trug er entscheidend zur Gründung des Consejo Latinoamericano de Ciencias Sociales bei. in den 1970er Jahren gründete er mit Gabriel Garcia Marquez die Zeitschrift Alternativa.

## Schriften (Auswahl)
- Peasant society in the Colombian Andes: a sociological study of Saucío. 1955
- Subversion and social change in Colombia. 1969
- The Challenge of social change. 1984
- Action and knowledge: breaking the monopoly with participatory action research. 1991